# Грицай Олександр Анатолійович
Олекса́ндр Анато́лійович Грица́й (нар. 30 вересня 1977 року, Чернігів, Українська РСР, СРСР) — український футболіст, півзахисник, відомий своїми виступами за українські клуби ФК «Черкаси», «Дніпро», «Кривбас», «Арсенал» та «Зоря».
У складі національної збірної України з футболу провів три матчі. Дебютував 22 серпня 2007 року у матчі зі збірною Узбекистану. Результат матчу був 2:1 на користь української команди.
У 2021 році був головним тренером клубу «ВПК-Агро».

## Особисте життя
З 2004 року одружений з Іриною Грицай — українським вченим-правником, доктором юридичних наук, виховує двох дітей: сина та доньку.